# Tellervo (mythologie)
Pour les articles homonymes, voir Tellervo (homonymie).
Tellervo est un esprit ou une déesse finnoise de la forêt. Elle est la fille de  Mielikki et de Tapio, un esprit de la forêt dans la mythologie finnoise.

## Galerie

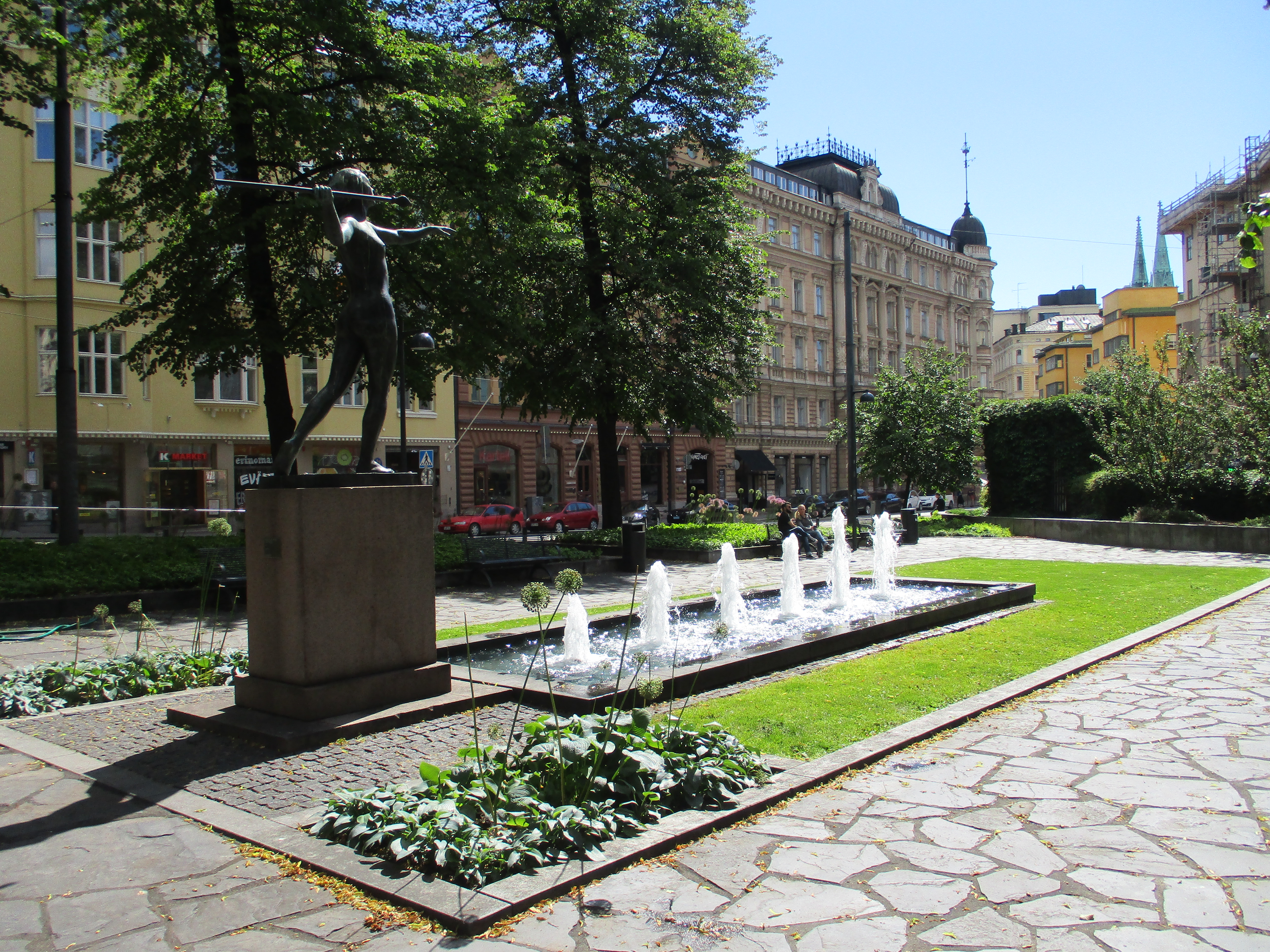
Tellervo au parc de Diane.